# Social eating
Il Social eating (letteralmente in italiano Mangiare sociale) è un settore di mercato all'interno del panorama dell'economia collaborativa che prevede la preparazione di pasti come pranzi o cene e lezioni di cucina (cooking class) nel proprio domicilio a pagamento con persone sconosciute ed incontrate tramite una piattaforma software on line con contatto diretto tra utente cuoco ed utente fruitore come da Bollettino Antitrust del 2017 in assenza di legge . La piattaforma leader in Italia è www.homerestauranthotel.com
Il mercato nel 2014 aveva in Italia un valore annuale di 7,2 milioni di euro fatturato annuo.